# Godley River
Der Godley River ist ein Gebirgsfluss in den Neuseeländischen Alpen. Er zählt zur Region Canterbury auf der Südinsel von Neuseeland.

## Geographie
Der Godley River hat seinen Ursprung im Gletschersee des Godley Glacier, zwischen der Südwestflanke der Alpen und den Sibbald Range im Osten. Zunächst als einzelner Strom ausgeführt, fließt er in den gemeinsamen Gletschersee des Grey Glacier und Maud Glacier, um dann nach dem Zufluss aus dem Gletschersee des Classen Glacier sich flussabwärts zunehmend zu verzweigen und nach insgesamt 37 km in einem weit verzweigten, zwei Kilometer breiten Delta in den Lake Tekapo zu fließen.